# Patrimoni dell'umanità di Palau
I patrimoni dell'umanità di Palau sono i siti dichiarati dall'UNESCO come patrimonio dell'umanità a Palau, che è divenuto parte contraente della Convenzione sul patrimonio dell'umanità l'11 giugno 2002.
Al 2022 un solo sito è iscritto nella Lista dei patrimoni dell'umanità: la Laguna meridionale delle Rock Islands, scelta nel 2012 in occasione della trentaseiesima sessione del comitato del patrimonio mondiale. Quattro sono invece le candidature per nuove iscrizioni.

## Siti del Patrimonio mondiale
| Foto | Sito                                  | Luogo          | Tipo                             | Anno | Descrizione |
| ---- | ------------------------------------- | -------------- | -------------------------------- | ---- | --- |
|      | Laguna meridionale delle Rock Islands | Koror, Peleliu | Misto (1386; iii, v, vii, ix, x) | 2012 | La laguna meridionale delle Rock Islands copre 100 200 ettari e comprende 445 isole calcaree disabitate di origine vulcanica. Molte di loro mostrano forme uniche simili a funghi in lagune turchesi circondate da barriere coralline. La bellezza estetica del sito è accresciuta da un complesso sistema di barriera corallina con oltre 385 specie di coralli e diversi tipi di habitat che ostengono una grande diversità di piante, uccelli e vita marina tra cui il dugongo e almeno tredici specie di squali. Il sito ospita la più alta concentrazione al mondo di laghi marini, corpi di acqua di mare separati dall'oceano da barriere di terra. Sono tra le caratteristiche distintive delle isole e sostengono un alto endemismo delle popolazioni che continuano a permettere la scoperta di nuove specie. I resti di villaggi in pietra, nonché luoghi di sepoltura e arte rupestre, testimoniano l'organizzazione di piccole comunità insulari nel corso di circa tre millenni. L'abbandono dei villaggi nel XVII e XVIII secolo illustra le conseguenze del cambiamento climatico, della crescita demografica e dei comportamenti di sussistenza su una società che vive in un ambiente marino marginale. |

## Siti candidati
| Foto | Sito                                           | Luogo        | Tipo                         | Anno       | Descrizione |
| ---- | ---------------------------------------------- | ------------ | ---------------------------- | ---------- | --- |
|      | Ouballang ra Ngebedech (Terrazze di Ngebedech) | Aimeliik     | Culturale (1930; ii, iii, v) | 26/08/2004 | Le terrazze di Ngebedech coprono un'area totale di 161 380 m² in una zona di savana montana erbosa circondata da foreste. Le colline terrazzate preistoriche sono una caratteristica importante del paesaggio culturale di Palau. Alcuni complessi di terrazze sono sistemi sofisticati che potrebbero essere stati variamente utilizzati per funzioni agricole, di insediamento, di difesa e cerimoniali. |
|      | Area di conservazione d'Imeong                 | Ngaremlengui | Misto (1931)                 | 26/08/2004 | L'area proposta per l'iscrizione nella Lista del Patrimonio mondiale copre un'area di 1 252 m² che comprende savana, foresta pluviale, zone umide e paludi di mangrovie con diversi piccoli ruscelli che sfociano tra le mangrovie dando luogo a ripide creste. Nel mezzo dell'area ci sono quattro montagne, Etiruir, Tmerou, Sechedui e Ngeruach, che insieme formano il punto più alto dello stato. L'area di conservazione di Imeong comprende siti culturali sacri come Ii ra Milad, Ngeruach e il villaggio tradizionale di Ngerutechei. All'interno del sito ci sono anche diversi complessi difensivi giapponesi. |
|      | Siti di cave yapesi                            | Airai        | Culturale (1932; i, ii, iii) | 26/08/2004 | I siti regionali di Moneta di pietra yapese coinvolgono due paesi, Palau e gli Stati Federati della Micronesia. A Palau due siti, Uet el Daob ma Uet el Beluu e Chelechol ra Orrak sull'isola di Orrak, erano i luoghi in cui le monete a disco ovale o rotondo venivano estratte dagli Yapesi prima di essere trasportati di nuovo a Yap. Combinando entrambi i siti coprono un'area di 22 828 m² in cui si trovano i migliori esempi di attività associate all'estrazione del più grande denaro al mondo, inclusi rifugi scavati nella roccia, grotte, dischi monetari completi e non finiti, resti umani, sepolture, allineamenti rocciosi, muri di sostegno, cumuli di conchiglie, banchine, depositi di schegge e manufatti. |
|      | Tet el Bad (bara di pietra)                    | Ngarchelong  | Culturale (1933; i)          | 26/08/2004 | Tet el Bad è una bara o sarcofago di pietra rettangolare situata sulla piattaforma di pietra della casa delle riunioni dei capi nel villaggio tradizionale di Ollei. Il sarcofago in pietra è un bell'esempio di sapiente intaglio di un sarcofago con la bara e il coperchio in andesite. |